# Thaon-di-Revel-Klasse
Die Thaon-di-Revel-Klasse ist eine Klasse von Patrouillenschiffen in Fregattengröße der italienischen Marine. Sieben der rund 6.000 Tonnen verdrängenden Schiffe werden ab 2022 in Italien in Dienst gestellt, zwei wurden von der Marine Indonesiens erworben. Benannt ist das Typschiff und damit die Klasse nach dem Großadmiral Paolo Thaon di Revel, entworfen wurde sie unter der Arbeitsbezeichnung Pattugliatore Polivalente d’Altura (PPA) (deutsch: „Mehrzweck-Hochsee-Patrouillenschiff“).

## Rolle
Während zehn Fregatten des Typs FREMM vorwiegend für den Einsatz in Trägerkampfgruppen vorgesehen sind, sollen die sieben PPA als Patrouillenschiffe eher einzeln operieren. Hauptaufgaben sind die Überwachung größerer Seegebiete, der Schutz der zivilen Schifffahrt – insbesondere gegen asymmetrische Bedrohungen (Piraterie) –, die Durchführung von Embargo-Maßnahmen, Evakuierungsoperationen und Operationen gegen den Menschenschmuggel sowie die Unterstützung von Rettungsorganisationen in Katastrophenfällen und bei der Seenotrettung.
Die PPA werden in der italienischen Marine acht bereits außer Dienst gestellte leichte Fregatten der Lupo/Artigliere-Klasse ersetzen. Ursprünglich waren bis zu 16 PPA geplant, mit denen man auch acht Korvetten der Minerva-Klasse und teilweise die kleineren Patrouillenschiffe der Klassen Cassiopea, Sirio und Comandanti ablösen wollte. Schließlich blieb es bei sieben Festbestellungen, drei darüber hinaus bestehende Optionen ließ man im Mai 2021 zugunsten von acht geplanten European Patrol Corvettes (EPC) und voraussichtlich sechs rund 2.300 Tonnen verdrängenden PPX-Patrouillenschiffen verfallen. Die kleineren PPX-Schiffe werden von den PPA einige Auslegungselemente in kleinerem Maßstab übernehmen.

## Auslegung
Die PPA werden in drei Versionen gebaut: eine umfassend ausgestattete und schwerer bewaffnete Version mit der Bezeichnung full sowie die beiden leichteren Versionen light plus und light. Der modulare Aufbau der Schiffe erlaubt eine rasche und flexible Anpassung an das jeweilige Einsatzszenario.
Die Schiffe aller drei Versionen sind jeweils mit zwei Schiffsgeschützen ausgerüstet, einem 127/64 Lightweight auf dem Vorschiff und einem 76/62 Compact auf dem Hangar, die unter anderem unterkalibrige, gelenkte Vulcano- und Dart-Geschosse einsetzen können. Die beiden leichteren Versionen sind im Vergleich zur full mit weniger oder keinen Raketen (auf dem Vorschiff) und Torpedos ausgestattet. Operationszentrale und Kommandobrücke wurden zu einem sogenannten Schiffscockpit fusioniert.
Der an alte Rammsporne erinnernde Schiffsbug wurde wegen hydrodynamischer Vorteile gewählt. Mittschiffs befindet sich ein offener Mehrzweckbereich mit Davits, die bis zu 11 m lange Festrumpfschlauchboote aussetzen können, und mit einem Schiffskran für Container von bis zu 20 t. Insgesamt können in diesem Bereich acht ISO-Container (1C, 20 Fuß) mit maximal 120 t mitgeführt werden. In der Regel dienen diese Container im Einsatzgebiet (an Land) dann Versorgungs- oder Sanitätszwecken oder auch der Unterbringung von Personal. Fünf weitere Container dieser Art passen achtern in einen Bereich unter dem Hubschrauberdeck, das entsprechend nach oben geöffnet werden kann. Achtern ist es möglich, über eine Rampe weitere Beiboote aufzunehmen und auszusetzen. Dieser Bereich unter dem Hubschrauberdeck kann beispielsweise auch Spezialkräfte oder sonstiges zusätzliches Personal oder auch unbemannte Wasserfahrzeuge (USV) wie ferngesteuerte Unterwasserfahrzeuge (ROUV) aufnehmen.

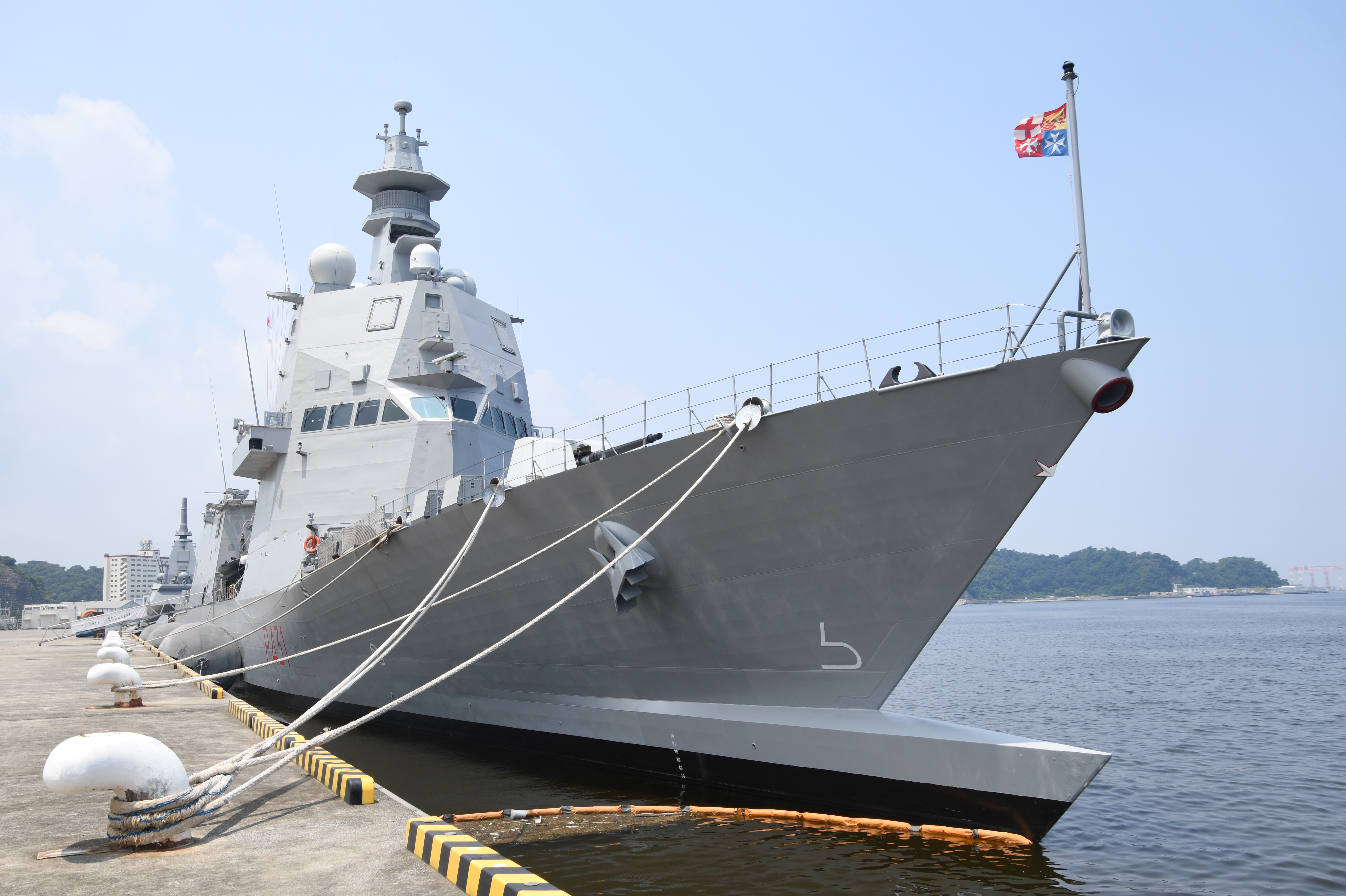
Bug
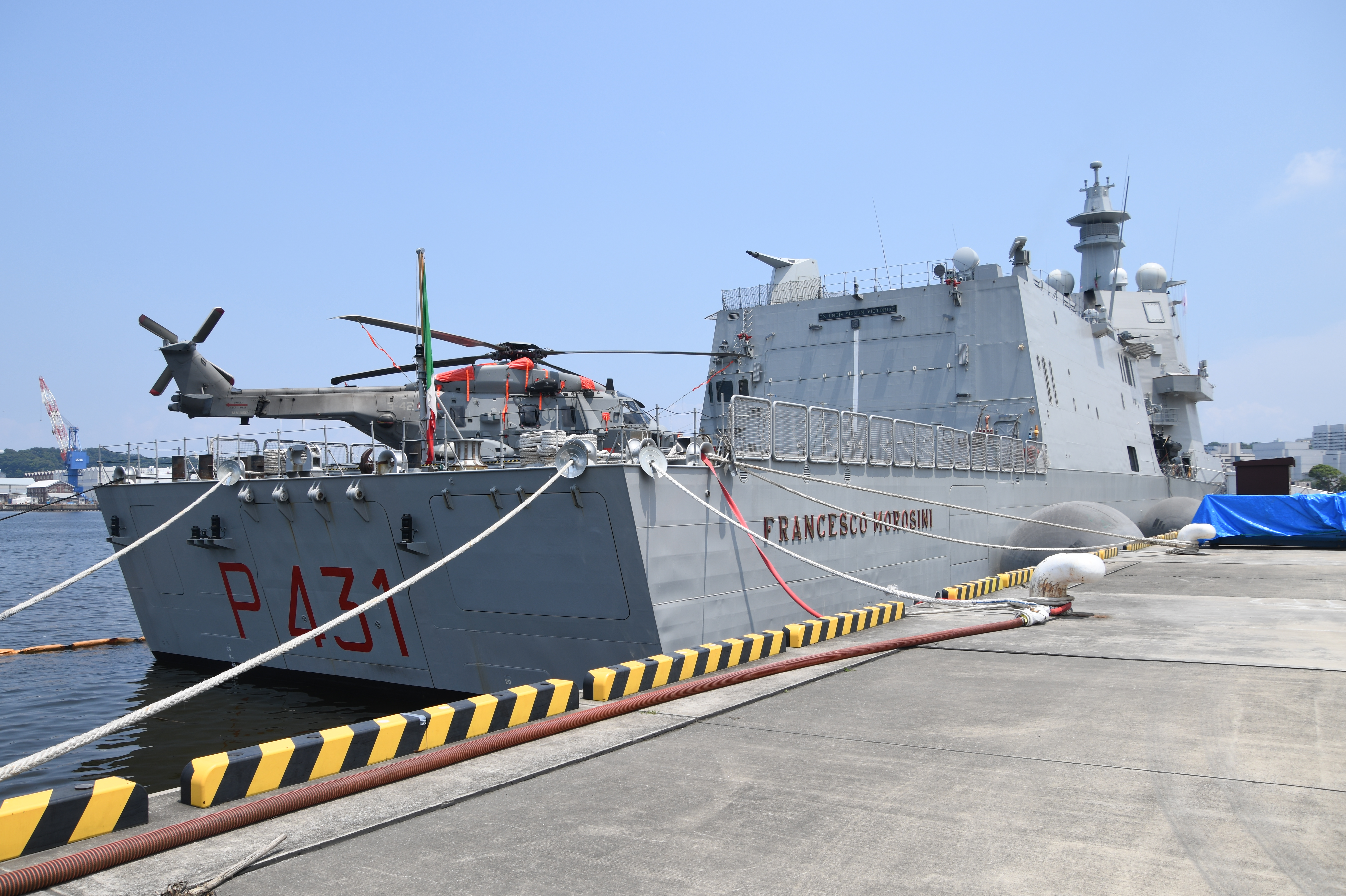
Heck
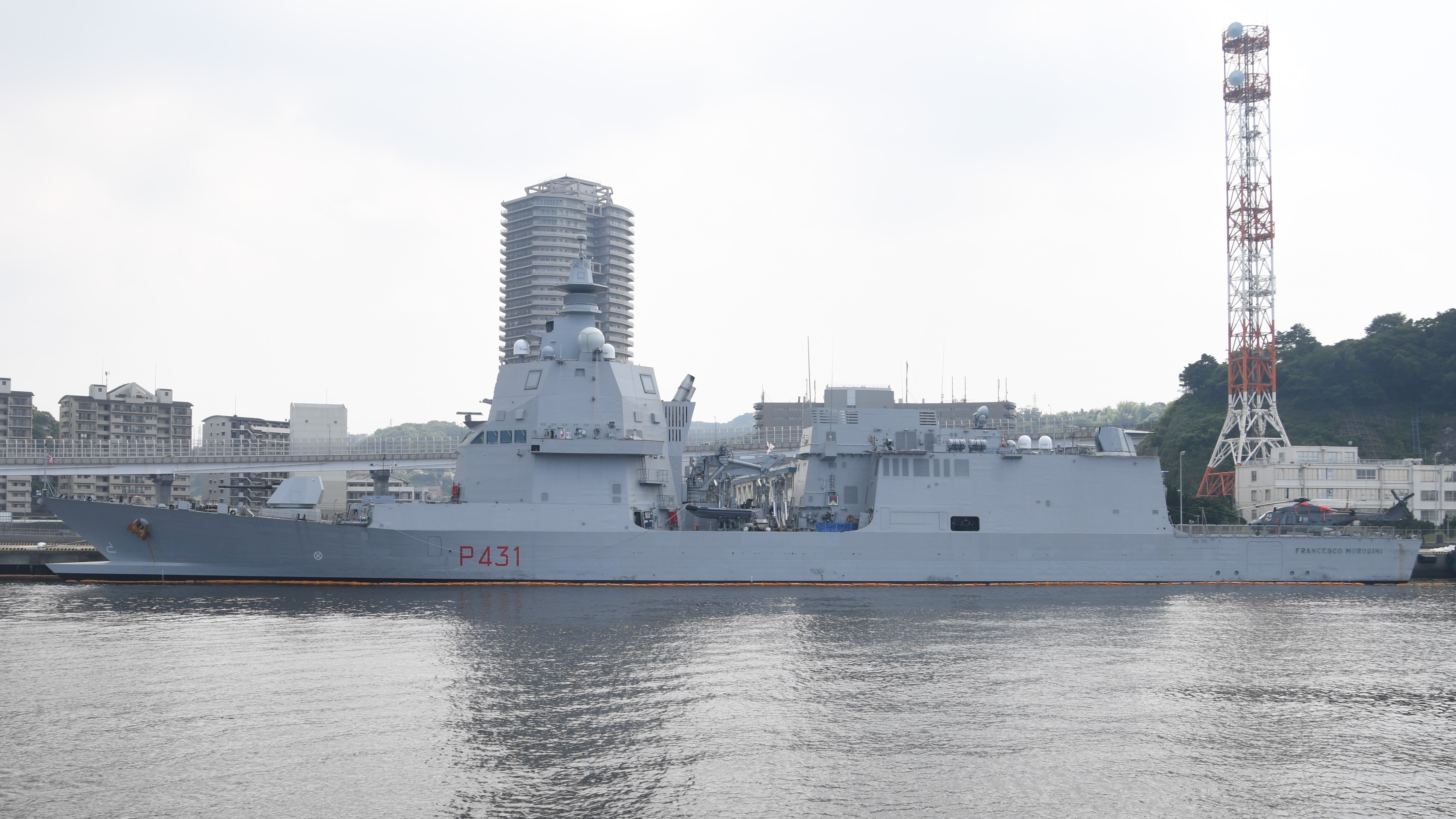
Seitenansicht

## Einheiten
Die Schiffe werden von dem Fincantieri-Werftenverbund in Riva Trigoso und Muggiano bei La Spezia gebaut. In folgenden Tabellen ist mit dem Begriff Kiellegung meist der erste Stahlschnitt gemeint, mit Stapellauf der Rollout.

### Italien
| Kennung         | Name                      | Kiellegung       | Stapellauf        | Indienststellung                    |
| Variante Light  | Variante Light            | Variante Light   | Variante Light    | Variante Light                      |
| --------------- | ------------------------- | ---------------- | ----------------- | ----------------------------------- |
| P 430           | Paolo Thaon di Revel      | 9. Mai 2017      | 15. Juni 2019     | 18. März 2022                       |
| P 431           | Francesco Morosini        | 3. Oktober 2017  | 22. Mai 2020      | 22. Oktober 2022                    |
| Variante Light+ |                           |                  |                   |                                     |
| P 432           | Raimondo Montecuccoli     | 8. November 2018 | 13. März 2021     | 27. September 2023                  |
| P 433           | Marcantonio Colonna       | 25. Juni 2020    | 26. November 2022 | (als Prabu Siliwangi an Indonesien) |
| P 435           | Ruggiero di Lauria        | 7. April 2021    | 6. Oktober 2023   | (als Brawijaya an Indonesien)       |
| P               | Marcantonio Colonna       |                  |                   | (gepl. 2029)                        |
| P               | Ruggiero di Lauria        |                  |                   | (gepl. 2030)                        |
| Variante Full   |                           |                  |                   |                                     |
| P 434           | Giovanni delle Bande Nere | 14. März 2019    | 12. Februar 2022  | 2. Oktober 2024                     |
| P 436           | Domenico Millelire        | 17. Mai 2022     | 13. Juli 2024     | 2026 (geplant)                      |

Während der Bauphase wurden bei den beiden Schiffen PPA4 (full) und PPA5 (light plus) die Schiffsnamen und die Schiffskennung getauscht. Aus diesem Grund ergibt sich bei Giovanni delle Bande Nere (P434, PPA4) und bei Marcantonio Colonna (P433, PPA5) eine zeitliche Inkohärenz.
Im März 2024 kaufte die Marine Indonesiens die beiden PPA light plus Marcantonio Colonna und Ruggiero di Lauria, die ursprünglich für die italienische Marine gebaut worden waren.
Die italienische Marine plant, die Schiffe der Version light auf den Standard full zu bringen, womit schließlich vier in der Version full und drei light plus verbleiben werden, sofern es für die beiden verkauften light plus eine entsprechende Nachbestellung geben wird. Daneben besteht die Möglichkeit, für die beiden indonesischen Schiffe zwei sogenannte PPA EVO (Evolution) nachzubestellen, also PPA full mit bis zu 64 VLS-Zellen, davon 32 mittschiffs.
Im Juni 2025 bestellte die italienische Marine zwei PPA light plus nach, die 2029 und 2030 ausgeliefert werden sollen.

### Indonesien
Die beiden indonesischen Schiffe wurden ursprünglich in der Version Light plus gebaut und danach etwas modifiziert. Die Einheiten wurden am 2. Februar 2025 in Italien umgetauft und befinden sich im Zulauf.
| Kennung | Name                | Kiellegung    | Stapellauf        | Indienststellung |
| ------- | ------------------- | ------------- | ----------------- | ---------------- |
| 320     | KRI Brawijaya       | 7. April 2021 | 6. Oktober 2023   | 2. Juli 2025     |
| 321     | KRI Prabu Siliwangi | 25. Juni 2020 | 26. November 2022 |                  |